# الحرب الأهلية السريلانكية
الحرب الأهلية السريلانكية هو نزاع مسلح دار في جزيرة سريلانكا. بدأ في 23 يوليو 1983، وكان عبارة عن تمرد متقطع ضد الحكومة من قبل نمور تحرير إيلام تاميل، التي تطالب بإنشاء دولة تاميلية مستقلة تسمى إيلام تاميل في شمال وشرق الجزيرة. بعد 26 عاما من الحملة العسكرية، هزمت القوات المسلحة السريلانكية نمور التاميل في مايو 2009، وانتهت بذلك الحرب الأهلية.
بعد أكثر من 25 عاما، سببت الحرب مصاعب كبيرة للسكان والبيئة واقتصاد البلاد، وتقول التقديرات الأولية أنه قتل 80.000–100.000 خلال مسارها. في 2013، قدرت الأمم المتحدة عدد القتلى خلال المرحلة الأخيرة من الحرب: «بأنه حوالي 40.000، في حين تقدر تقارير مستقلة أخرى أن عدد المدنيين القتلى تجاوز 100.000». أثناء المرحلة الأولى من النزاع، حاولت القوات السريلانكية استعادة المناطق التي استولى عليها نمور تحرير إيلام تاميل. أدت الأساليب المستخدمة من قبل نمور تحرير إيلام تاميل ضد أعمال القوات الحكومية إلى تصنيفها كمنظمة إرهابية في 32 بلدا، بما في ذلك الولايات المتحدة الأمريكية، الهند، كندا، والدول الأعضاء في الاتحاد الأوروبي. اتهمت القوات الحكومية السريلانكية أيضا بارتكاب انتهاكات لحقوق الإنسان، مثل إطلاق سراح مرتكبي تلك الانتهاكات، وعدم تقديمهم أمام القضاء والاحتجاز دون سبب وجيه، والاختفاء القسري.
بعد عقدين من القتال وفشل أربع محاولات لعقد محادثات السلام، بما في ذلك التدخل غير الناجح للجيش الهندي، عبر قوات حفظ السلام الهندية من عام 1987 إلى 1990، أعلن توقيع اتفاق وقف لإطلاق النار في ديسمبر 2001، بالإضافة إلى توقيع اتفاق مماثل برعاية دولية في عام 2002. ومع ذلك، وقعت أعمال عدائية محدودة في أواخر عام 2005، وبدء كلا الطرفين في التصعيد حتى أطلقت الحكومة عددا من الهجمات العسكرية الكبرى ضد نمور تحرير إيلام تاميل في أوائل يوليو 2006، أدت إلى خروج الحركة من كامل المنطقة الشرقية للجزيرة. ثم أعلنت نمور تحرير إيلام تاميل أنها سوف «تستأنف نضالها الحر من أجل تأسيس دولة».
في 2007، استمرت الحكومة في هجومها على شمال البلاد، وأعلنت رسميا انسحابها من اتفاق وقف إطلاق النار في 2 يناير 2008، زاعمة أن حركة نمور تحرير إيلام تاميل قد انتهكت الاتفاق 10.000 مرة. ومنذ ذلك الحين، وعبر تدمير عدد من سفن تهريب الأسلحة الكبيرة القادمة لنمور تحرير إيلام تاميل، وإيقاف الدعم الدولي لنمور تحرير إيلام تاميل، أعادت الحكومة سيطرتها على المنطقة بأكملها والتي كان يسيطر عليها التنظيم التاملي، بما في ذلك عاصمتها بحكم الواقع كيلينوتشتشي، قاعدة مولايتيفو العسكرية المهمة، وكامل الطريق السريع إي 9، حتى اعترفت قيادة التنظيم أخيرا بالهزيمة في 17 مايو 2009. بعد نهاية الحرب، ادعت الحكومة السريلانكية أن سريلانكا هي أول بلد في العالم الحديث تقضي على الإرهاب فوق أراضيها. وفي أعقاب هزيمة حركة نمور تحرير إيلام تاميل، خفض التحالف الوطني التاميلي المؤيد لها مطالبه من تكوين دولة منفصلة، إلى تطبيق الحكم الفيدرالي. في مايو 2010، أنشأ الرئيس السريلانكي، ماهيندا راجاباكشا، لجنة الدروس المستفادة والمصالحة لدراسة النزاع بين وقت اتفاق وقف إطلاق النار في عام 2002 وهزيمة نمور تحرير إيلام تاميل في 2009.

## الجذور والتطور
ترجع أصول الحرب الأهلية السريلانكية إلى الحقد السياسي المستمر بين الأغلبية السنهالية والأقلية التاميلية. تعود جذور النزاع الحديث إلى الحكم الاستعماري البريطاني عندما كانت تعرف البلاد باسم سيلان. ظهر في البداية القليل من التوتر بين أكبر مجموعتين عرقيتين في سريلانكا، السنهاليون والتاميليون، عندما تم تعيين بونامبالام أروناشالام، وهو تاميلي، ممثلا للسنهاليين بالإضافة إلى التاميليين في المجلس التشريعي الوطني. في 1919، اتحدت الأغلبية السنهالية والمنظمات السياسية التاميلية لتشكيل المؤتمر الوطني السيلاني، تحت قيادة أروناشالام، للضغط على الحكومة الاستعمارية للحصول على مزيد من الإصلاحات الدستورية. ومع ذلك، شجع الحاكم البريطاني وليام مانينغ مفهوم «التمثيل الطائفي» وأنشأ مقعد بلدة كولومبو في 1920، والذي سبب صراعا بين التاميل والسنهاليين.
بعد انتخابهم في مجلس الدولة في 1936، طالب أعضاء حزب لانكا ساما ساماجا، ن.م. بيريرا وفيليب غوناواردينا، بتغيير اللغة الرسمية من الإنجليزية إلى السنهالية والتاميلية. في نوفمبر 1936، اقترح أن «تعمل البلديات ومحاكم الشركة في الجزيرة باللغة التي تنتشر في المنطقة المتواجدة بها» وأن «تكون محاضر مراكز الشرطة بلغة واحدة يتم الاتفاق عليها»، وهذا ما أقره مجلس الدولة وأصبح قانونا رسميا. ومع ذلك، في 1944، طالب جونيوس ريتشارد جيوردين في مجلس الدولة بتغيير اللغة الرسمية من الإنجليزية إلى السنهالية.
في 1948، بعد وقت قصير من الاستقلال، صدر قانون مثير للجدل من قبل البرلمان السيلاني سمي قانون الجنسية السيلانية، الذي طبق سياسة التمييز ضد الأقلية العرقية التاميلية الهندية، حيث جعل أمر حصولها على الجنسية في البلاد مستحيلا. أصبح ما يقرب 700.000 تاميلي هندي عديم الجنسية. على مدى ثلاثة عقود، عاد أكثر من 300.000 تاميلي هندي إلى الهند. في 2003، أي بعد 55 سنة من الاستقلال، تم منح الجنسية لجميع التاميل الهنود الذين يعيشون في سريلانكا، ولكن قبل هذا الوقت، كانوا يشكلون %5 فقط من سكان الجزيرة.
في 1956، أصدر رئيس الوزراء سولومون باندرانايكا «قانون السنهالية فقط»، الذي اتخد السنهالية لغة رسمية وحيدة للبلاد فقط بدلا من الإنجليزية. كان يعتبر هذا محاولة متعمدة لإبعاد التاميل السريلانكيين من العمل في الخدمة المدنية السيلانية وغيرها من الخدمات العامة. اعتبرت الأقليات الناطقة بالتاميلية في سيلان (التاميل السريلانكيون، التاميل الهنود، والمور السريلانكيون) هذا القانون بمثابة تمييز لغوي وثقافي واقتصادي ضدها. أجبر العديد من موظفي الخدمة المدنية والموظفين العموميين الناطقين بالتاميلية على الاستقالة لأنهم لم يكونوا يتحدثون السنهالية بطلاقة. كان هذا مقدمة لأعمال شغب غال أويا 1956 وأعمال شغب أخرى وقعت على نطاق واسع في 1958، لقوا الآلاف من التاميل المدنيين حتفهم خلالها. كانت الحرب الأهلية نتيجة مباشرة لتصعيد المواجهة السياسية التي تلت أعمال الشغب هذه.
في أواخر عقد 1960، بدأت الوثائق المرتبطة بتأسيس دولة تاميلية منفصلة تسمى «إيلام تاميل» بالظهور. في هذا الوقت، بدأ أنطون بالاسينغهام، الموظف في المفوضية البريطانية العليا في كولومبو، بالمشاركة في الأنشطة الانفصالية. قيل فيما بعد أنه تم ترحيله إلى بريطانيا، حيث أصبح زعيما في نمور تحرير إيلام تاميل. في أواخر عقد 1960، انخرط العديد من الشباب التاميل أيضا، من بينهم فيلوبيلاي برابهاكاران، في هذه الأنشطة. نفذ هؤلاء عدة عمليات ضد السياسيين التاميل المؤيدين للحكومة، الشرطة السريلانكية والإدارات المدنية.
خلال عقد 1970، بدأ تطبيق سياسة التأميم. في إطار هذه السياسة، تم اختيار الجامعات استنادا إلى اللغة. تم اختيار عدد الحصص بشكل نسبي حسب عدد المتقدمين الذين أرادوا إجراء الفحص في تلك اللغة. في ظل هذه السياسة، كان القبول في الجامعات موحدا بالنسبة للكل نظرا للعدد الكبير للطلاب التاميل السريلانكيين الذين يريدون دخول الجامعات. هدفت السياسة رسميا للتمييز «لصالح» طلاب المناطق الريفية، ولكن في الواقع، كانت سياسة للتمييز «ضد» الطلاب التاميل السريلانكيين الذين كانوا يحصلون على أعلى العلامات أكثر من الطلاب السنهاليين ليتم قبولهم في الجامعات. على سبيل المثال، كان عدد المؤهلين للانضمام لكليات الطب هو 250 (من مجموع 400) طالب تاميلي، في حين كان هناك 229 سنهالي فقط. انخفض عدد الطلاب التاميل السريلانكيين الذين يريدون دخول الجامعات بشكل كبير. تم التخلي عن هذه السياسة في 1977.
شملت الأشكال الأخرى من التمييز ضد التاميل السريلانكيين نقل الفلاحين السنهاليين إلى المناطق التاميلية، حظر وسائل الإعلام الناطقة باللغة التاميلية، وإقرار الديانة البوذية، وهو الدين الذي يعتنقه أغلب السنهاليين، ديانة رسمية للدولة في الدستور السريلانكي الذي أقر قي 1978.
أسس برابهاكاران –رفقة شيتي ثانابالاسينغام، وهو مجرم معروف من منطقة كالفيانكادو في إقليم جافنا– حركة نمور التاميل الجدد في 1972. عندما كان سيتم تأسيس هذه الحركة، كان أعضاءها يعتنقون إيديولوجيا مرتبطة بإمبراطورية تشولا، وكان النمر هو شعار الإمبراطورية.
تأسست حركة أخرى، هي منظمة الطلاب الثورية الإيلامية، في مانشستر ولندن؛ أصبحت المنظمة العمود الفقري لحركة الشتات الإيلامي، وقامت بإعطاء جوازات سفر وخلقت فرص شغل للمهاجرين، وفرضت المنظمة ضرائب ثقيلة. أصبح يشكل هذا مصدر الدعم اللوجستي للمنظمة، وقد استولت عليه حركة نمور تحرير إيلام تاميل بالكامل في وقت لاحق. أدى تشكيل الجبهة المتحدة لتحرير التاميل وظهور قرار فادوكودي في 1976 إلى تصلب الموقف. دعى القرار إلى إنشاء دولة إيلام تاميل العلمانية الاشتراكية، استنادا إلى حق تقرير المصير.
دعمت الجبهة المتحدة لتحرير التاميل سرا الأنشطة المسلحة للشباب المقاتل الذي كان يطلق عليهم اسم «أولادنا». ألقى زعيم الجبهة المتحدة لتحرير التاميل أبابيلاي أميرثالينغام عدة خطابات أشار فيها إلى نمور تحرير إيلام تاميل والجماعات المتمردة التاميلية الأخرى من أجل جمع المال لها. قدم أميرثالينغام برابهاكاران إلى ن.س. كريشنان، الذي أصبح في وقت لاحق أول ممثل دولي لنمور تحرير إيلام تاميل. قدم كريشنان برابهاكاران مرة أخرى إلى أنطون بالاسينغهام، الذي أصبح في وقت لاحق رئيس الاستراتيجية السياسية وزعيم المفاوضين في نمور تحرير إيلام تاميل. كان «الأولاد» هم مسببو الانفجار السكاني في مرحلة ما بعد الحرب. رأى العديد من الشباب التاميل المتعلمين قليلا العاطلين عن العمل الحلول الثورية مناسبة لمشاكلهم. بقيت الأحزاب اليسارية «غير طائفية» لفترة طويلة، ولكن الحزب الاتحادي (فضلا عن فصيل في الجبهة المتحدة لتحرير التاميل)، كانا محافظين ولم يحاولا تشكيل ائتلاف وطني مع اليساريين خلال حربهم لنيل حقوق اللغة.
وفي أعقاب الفوز الساحق للحزب الوطني المتحد في انتخابات يوليو 1977، أصبحت الجبهة المتحدة لتحرير التاميل أكبر حزب في المعارضة، وربحت سدس مجموع الأصوات الانتخابية، واستمر في تطبيق برنامج الحزب للانفصال عن سريلانكا. بعد أعمال الشغب في 1977، طبقت حكومة جونيور ريتشارد جياواردين واحدة من أكبر سياسات التمييز ضد السكان التاميل؛ أعادت الحكومة تطبيق سياسة التأميم في القبول بالجامعات، مما أدى إلى دخول العديد من الشباب التاميل في الأنشطة المسلحة. كان المسلحون يقولون أنه فات الأوان للقيام بتغييرات، واستمرت الهجمات العنيفة. في هذا الوقت، فقدت الجبهة المتحدة لتحرير التاميل سيطرتها على الجماعات المسلحة. أمر نمور تحرير إيلام تاميل المدنيين بمقاطعة انتخابات الحكومة المحلية في 1983 حتى تفوز الجبهة المتحدة لتحرير التاميل. كانت نسبة إقبال الناخبين منخفضة حيث وصلت إلى %10. بعد ذلك، كانت الأحزاب السياسية التاميلية غير قادرة على تمثيل مصالح المجتمع التاميلي.

## اندلاع الحرب الأهلية
بسبب الصراع السياسي الجاري في سريلانكا، شكل الشباب التاميل المسيسين في شمال وشرق البلاد جماعات مسلحة. أنشأت هذه المجموعات قيادة لها تاميلية مستقلة في كولومبو، وفي النهاية، رفضت هذه الأخيرة بقاءها وقامت بسحق الجماعات. كانت أبرز تلك المجموعات هي نمور التاميل الجدد، التي غيرت اسمها إلى نمور تحرير إيلام تاميل في 1976. شن نمور التاميل في البداية حملة عنيفة ضد الدولة، لا سيما استهداف رجال الشرطة وأيضا السياسيين المعتدلين التاميل الذين حاولوا فتح حوار مع الحكومة. كانت أول عملية رئيسية هي اغتيال عمدة جافنا ألفريد دورايباه، في 1975 من قبل برابهاكاران.
في مايو 1981، حرق مكتبة جافنا بواسطة سياسيين من الحزب الحاكم حيث استخدموا الشرطة والقوات شبه العسكرية لتدمير أكثر من 90.000 كتاب، بما في ذلك «لفائف أوراق النخيل» ذات القيمة التاريخية الكبيرة. كان هذا الحريق هو نقطة تحول كبرى في إقناع الشعب التاميلي أن الحكومة لم تستطع حماية أفراده أو حماية تراثه الثقافي وأقنع العديد منهم مرة أخرى بفكرة تكوين دولة منفصلة.
اعتمد نمور التاميل في طريقة عملهم في بداية الحرب على الاغتيالات، حين كان أسلوب عمل الحزب الوطني المتحد لمواجهتها هو إقامة سلسلة نقاط تفتيش في المدن. اغتيل العضو التاميلي في البرلمان، كاراغاتنام، في عام 1977 من قبل زعيم نمور التاميل شخصيا، فيلوبيلاي برابهاكاران. في 23 يوليو 1983، نفذ نمور التاميل كمينا لدورية فور فور برافو التابعة للجيش السريلانكي خارج بلدة ثيرونيلفيلي، مما أسفر عن مقتل ضابط و 12 جندي. باستخدام المشاعر القومية لصالحه، نظم جياواردين مجازر ومذابح منظمة في العاصمة كولومبو،، وأماكن أخرى، وعرفت تلك المجازر باسم يوليو الأسود. قتل ما بين 400–3.000 تاميلي، وفر الكثير من المناطق ذات الغالبية السنهالية. يعتبر هذا بداية الحرب الأهلية.
بغض النظر عن نمور التاميل، كان هناك في البداية عدد كبير من الجماعات المسلحة. كان موقف نمور التاميل هو نفس موقف منظمة التحرير الفلسطينية، التي أرادت أن تكون وحدها في الساحة فقط. في البداية، اكتسب نمور تحرير إيلام تاميل شهرة واسعة بسبب هجماتهم المدمرة مثل مجزرتي مزرعة كينت ودولار في 1984، حيث هوجم المئات من الرجال والنساء والأطفال خلال الليل وهم نيام وضربوهم ضربات قاتلة؛ ومذبحة أنورادهابورا في 1985، حيث فتح نمور التاميل عشوائيا النار داخل مزار جايا سري ماها بودهي البوذي، مما أسفر عن مقتل وجرح 146 مدني. ردت القوات الحكومية على مذبحة أنورادهابورا بتنفيذها مذبحة قارب كوموديني، وقتل فيها أكثر من 23 مدني تاميلي. مع مرور الوقت، دمج نمور التاميل أنفسهم مع سائر المجموعات المسلحة التاميلية، ولكن قاموا بالقضاء عليها في الغالب. ونتيجة لذلك، أنهت العديد من المجموعات المنشقة التاميلية عملها مع الحكومة السريلانكية كقوات شبه عسكرية أو نددت بالعنف وانضمت للحوار؛ ظلت بعض الأحزاب السياسية التاميلية القانونية تعارض رؤية نمور تحرير إيلام تاميل بتكوين دولة مستقلة.
بدأت محادثات السلام بين نمور التاميل والحكومة في تيمفو في 1985، لكنها فشلت واستمرت الحرب. في 1986، ذبح عدة مدنيين كجزء من هذا النزاع. في 1987، دفعت القوات الحكومية مقاتلي نمور تحرير إيلام تاميل إلى مدينة جافنا الشمالية. في أبريل 1987، انفجر الصراع وزادت ضراوته، ودخلت القوات الحكومية ومسلحي نمور التاميل في سلسلة عمليات دموية.
أطلقت القوات المسلحة السريلانكية هجوما، سمي «عملية التحرير» أو «فاداراماتشي»، خلال شهرين مايو ويونيو في 1987 لاستعادة السيطرة على الأراضي الواقعة في شبه جزيرة جافنا من نمور التاميل. لوحظ في هذا الهجوم أول استعمال لطريقة الحرب العسكرية التقليدية السريلانكية على التراب السريلانكي منذ الاستقلال. كان الهجوم ناجحا، وفر زعيم نمور تحرير إيلام تاميل برابهاكاران وزعيم نمور البحر ثيلاييامبالام سيفانيسان المعروف باسم سوساي بقوات قليلة إلى فالفيتيثوراي. شارك عدد من الأفراد البارزين في الجيش في العملية مثل المقدم فيبول بوتيجو، المقدم ساراث جيوردين، العقيد فيجايا ويمالاراتني، والعميد دينزيل كوبيكادوا.
في يوليو 1987، نفذ نمور تحرير تاميل إيلام أول هجوم انتحاري لهم. قاد النقيب ميلر من النمور السود شاحنة صغيرة تحمل متفجرات بالقرب من جدار لمعسكر محصن للجيش السريلانكي، وحسبما ورد، فقد قتل 40 جنديا. نفذ نمور التاميل أكثر من 378 هجوم انتحاري، في واحدة من أكبر حملات الهجمات الانتحارية في العالم، وقد أصبحت هذه الأخيرة أحد تكتيكات نمور التاميل وسمة في الحرب الأهلية.

## التدخل الهندي
انخرطت الهند في النزاع في عقد 1980 بسبب عدة عوامل، بما في ذلك «رغبة قادتها في تحويل الهند إلى قوة إقليمية في المنطقة» ومخاوفها من مطالبة التاميل الهنود بالاستقلال. كان التدخل كبيرا خصوصا بمشاركة الجنود القادمين من ولاية تاميل نادو الهندية، حيث أدت القرابة العرقية إلى تأييدهم لاستقلال التاميل السريلانكيين. طوال النزاع، دعمت الحكومة المركزية وحكومات الولايات الهندية كلا الجانبين بطرق مختلفة. من أغسطس 1983 حتى مايو 1987 قدمت الحكومة الهندية، من خلال قسم البحوث والتحليلات في وكالة الاستخبارات الخاصة بها، الأسلحة، التدريب، والدعم المالي إلى ستة جماعات مسلحة تاميلية سريلانكية بما في ذلك نمور تحرير إيلام تاميل،
منظمة تحرير إيلام تاميل، المنظمة الشعبية لتحرير إيلام تاميل، منظمة الطلاب الثورية الإيلامية، الجبهة الثورية الشعبية لتحرير إيلام، وجيش تحرير إيلام تاميل. يعزى تطور نمور تحرير إيلام تاميل إلى الدعم الكبير الوارد من قسم البحوث والتحليلات.
تدخلت الهند أكثر في أواخر عقد 1980، وفي 5 يونيو 1987، ألقت القوات الجوية الهندية كميات من الطعام فوق جافنا حين كانت تحت الحصار من قبل القوات السريلانكية. وعندما كانت الحكومة السريلانكية على مقربة من هزيمة نمور التاميل، قدمت الهند 25 طن من المواد الغذائية والأدوية إلى نمور التاميل في المناطق التي يتواجدون بها في دعم مباشر للمتمردين. جرت مفاوضات ووقع بعد انتهاءها اتفاق السلام الهندي السريلانكي في 29 يوليو 1987 من قبل رئيس الوزراء الهندي راجيف غاندي والرئيس السريلانكي جيوردين. في إطار هذا الاتفاق، قدمت الحكومة السريلانكية عددا من التنازلات للمطالب التاميلية، بما في ذلك انتقال السلطة إلى المحافظات، دمج –بعد عقد استفتاء– المحافظتين الشمالية والشرقية في محافظة واحدة، واعتبار اللغة التاميلية لغة رسمية (جرى هذا في التعديل الثالث عشر للدستور السريلانكي). وافقت الهند على إنشاء قوات حفظ السلام الهندية في الشمال والشرق ووقف مساعدة المتمردين التاميل. وافقت الجماعات المسلحة بما في ذلك نمور التاميل، على الرغم من أنها كانت في البداية مترددة، على تسليم أسلحتها إلى قوات حفظ السلام الهندية التي أشرفت في البداية على وقف إطلاق النار ونزع السلاح المتواضع من الجماعات المسلحة.
جاء توقيع الاتفاق الهندي السريلانكي بعد فترة قصيرة جدا من إعلان جونيوس ريتشارد جيوردين أنه سيقاتل الهنود إلى آخر رصاصة، مما أدى إلى وقوع اضطرابات في الجنوب. مكن وصول قوات حفظ السلام الهندية لاستعادة السيطرة معظم المناطق في شمال البلاد الحكومة السريلانكية من تحويل قواتها نحو الجنوب (عبر الطائرات الهندية) لقمع الاحتجاجات. أدى ذلك إلى وقوع انتفاضة قادها حزب جاناثا فيموكتي بيرامونا في الجنوب، وتم اخمادها بطريقة دموية على مدى عامين.
في حين أن معظم الجماعات المسلحة التاميلية وضعت أسلحتها ووافقت على إيجاد حل سلمي للصراع، رفض نمور التاميل إلقاء أسلحتهم. لضمان نجاح الاتفاق، حاولت قوات حفظ السلام الهندية القضاء على نمور التاميل بالقوة لإنهاء الصراع معهم. بعد صراع طويل استمر ثلاث سنوات، اتهمت قوات حفظ السلام الهندية أيضا بارتكاب انتهاكات مختلفة، والتي تم توثيقها من قبل العديد من جماعات حقوق الإنسان، فضلا عن بعض وسائل الإعلام الهندية. عارض التاميل قوات حفظ السلام الهندية معارضة شديدة. وفي نفس الوقت، أدى الشعور القومي إلى معارضة العديد من السنهاليين لاستمرار الوجود الهندي في سريلانكا. أدى هذا إلى دعوة الحكومة السريلانكية الهند للخروج من الجزيرة، وزعمت أن الحكومة الهندية دخلت في معاهدة سرية مع نمور تحرير إيلام تاميل لكسر وقف إطلاق النار. ومع ذلك، استمرت الاشتباكات المتكررة بين نمور التاميل وقوات حفظ السلام الهندية. في أبريل 1989، أمرت حكومة راناسينغ بريماداسا الجيش السريلانكي بتسليم شحنات أسلحة سرية إلى نمور التاميل لمحاربة قوات حفظ السلام الهندية والجيش الوطني التاميلي العميل لها. على الرغم من كثرة خسائر قوات حفظ السلام الهندية، والمطالبة بوقف دعمها لكلا الجانبين في النزاع السريلانكي، إلا أن غاندي رفض سحب القوات الهندية لحفظ السلام من سريلانكا. ومع ذلك، وبعد هزيمته في الانتخابات البرلمانية الهندية في ديسمبر 1989، أمر رئيس الوزراء الجديد ف.ب. سينغ قوات حفظ السلام الهندية بالانسحاب، وغادرت آخر سفينة تقل هذه القوات سريلانكا في 24 مارس 1990. خلال 32 شهرا من تواجد القوات الهندية لحفظ السلام في سريلانكا، قتل 1200 جندي هندي وأكثر من 5000 سريلانكي. قدرت تكلفة تدخل الحكومة الهندية بأكثر من 10.3 مليار روبية.

### اغتيال راجيف غاندي
توقف دعم الهند لنمور التاميل في 1991، بعد اغتيال رئيس الوزراء السابق راجيف غاندي بواسطة انتحارية تدعى ثينموزهي راجاراتنام. ذكرت الصحافة الهندية في وقت لاحق أن برابهاكاران قرر قتل غاندي، لأنه نظر لرئيس الوزراء السابق أنه عقبة في وجه نضال التحرير التاميلي وخشي أنه قد يعيد قوات حفظ السلام الهندية إلى سريلانكا التي وصفها برابهاكاران بأنها «قوة شيطانية»، إذا فاز في الانتخابات العامة الهندية 1991. في عام 1998، أكدت محكمة في الهند يرأسها القاضي نافانيثام أن حركة نمور تحرير إيلام تاميل وقائدها فيلوبيلاي برابهاكاران مسؤولان عن الاغتيال. في مقابلة في 2006، أعرب منظر نمور تحرير إيلام تاميل أنطون بالاسينغهام عن أسفه للاغتيال، على الرغم من أنه أكد بصريح العبارة عن قبول الحركة بمسؤوليتها عنه. ظلت الهند مراقبا خارجيا للنزاع بعد الاغتيال.

## حرب إيلام الثانية (1990–1995)

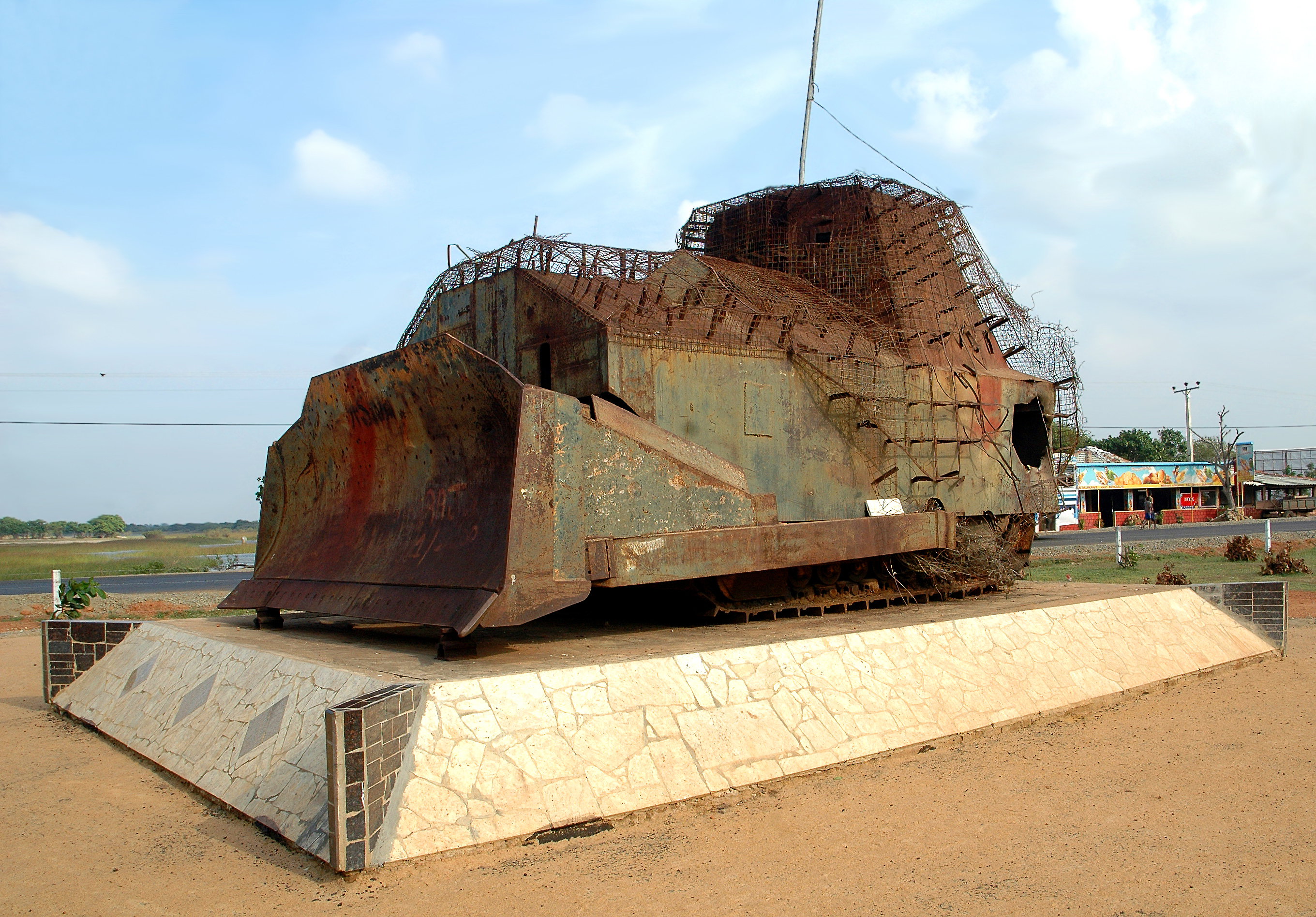
جرافة مصفحة استخدم من قبل نمور التاميل في معركة طريق الفيلة الأولى في 1991، وهي واحدة من المعارك الكبرى خلال الحرب. تم تدمير هذه الجرافة من قبل غاميني كولاراتني. اليوم هي موجودة في متحف حربي.

استمر العنف بلا هوادة على الرغم من الخطوات التي اتخذتها حكومة سريلانكا لاسترضاء مشاعر التاميل، مثل التعديل الثالث عشر للدستور الذي صدر في نوفمبر 1987. وفي الوقت نفسه، طرح رئيس وزراء مجلس المحافظة الشمالية الشرقية، فارثاراجا بيرومال، 19 نقطة لحل الأزمة العرقية. هدد بيرومال أنه إذا لم يتم حل هذه النقط، فإن مجلس المحافظة سيعلن استقلال المحافظتين الشمالية والشرقية من طرف واحد، كما هو الحال في حالة روديسيا. سارع الرئيس بريماداسا بسرعة لحل المجلس في مارس 1990. وفي الوقت نفسه، استخدم نمور تحرير إيلام تاميل التكتيكات الإرهابية لتخويف المزارعين السنهاليين والمسلمين لإبعادهم عن شمال وشرق الجزيرة، وسيطروا بسرعة على جزء كبير من الإقليم. عندما انسحبت قوات حفظ السلام الهندية في 1989–90، أنشأ نمور التاميل العديد من الوظائف الحكومية في المناطق التي تقع تحت سيطرتهم. عقد اتفاق وقف إطلاق نار مؤقت في عام 1990 عندما قام نمور التاميل بتدمير المجموعات التاميلية المنافسة، في حين كانت الحكومة تحاول قمع انتفاضة جبهة التحرير الشعبية. عندما قام كلا الجانبين بإنشاء قواعد للمقاتلين، انهار وقف إطلاق النار رسميا. أطلقت الحكومة هجوما في محاولة لاستعادة جافنا.
هذه المرحلة من الحرب سميت حرب إيلام الثانية، وتميزت بوحشية لم يسبق لها مثيل. في 11 يونيو 1990، ذبح نمور تحرير إيلام تاميل 600 شرطي في المنطقة الشرقية بعد أن استسلموا لهم. حظرت الحكومة دخول الغذاء والدواء إلى شبه جزيرة جافنا وقصف سلاح الجو أهداف نمور تحرير إيلام تاميل بلا هوادة في المنطقة. رد نمور التاميل بمهاجمة القرى السنهالية والمسلمة وذبح المدنيين. حدثت واحدة من أكبر مذابح المدنيين خلال الحرب عندما ذبح نمور التاميل 166 مدني مسلم في بالياجوديلا. دربت الحكومة وسلحت وحدات حرس المسلمين، ثم قامت بالانتقام من القرى التاميلية. كان هناك أيضا مذبحة كبيرة سقط خلالها العديد من المدنيين التاميل واتهمت القوات الحكومية بارتكابها، ولا سيما في المنطقة الشرقية.
ألقى القاضي المشهور نيلان ثيرولشيلفام خطابا في كولومبو، قال فيه أن التحقيقات في المذابح واختفاء المدنيين بما في ذلك العديد من الأطفال في ساثوروكوندان، الجامعة الشرقية وميلانثناي والقتل الجماعي ودفن أطفال المدارس في سورياكاندا قد عرقلت باعتماد لائحة الطوارئ التي ساهمت في إفلات المجرمين من العقاب. أخدت الجثت إلى طرقات المنطقة الشمالية والشرقية، وتم إحراقها إلى أن أصبحت رمادا. في جميع أنحاء البلاد، ظهرت فرق الموت الموالية للحكومة، والتي قامت باختطاف أو قتل الشباب السنهاليين أو التاميل الذين يشتبه بهم أنهم متعاطفون مع جبهة التحرير الشعبية أو نمور تحرير إيلام تاميل. في أكتوبر 1990، طرد نمور تحرير إيلام تاميل جميع المسلمين الذين يقيمون في المحافظة الشمالية. اضطر ما مجموعه 72.000 مسلم على مغادرة منازلهم، ولم يأخذوا سوى ملابسهم على ظهورهم.
وقعت أكبر معركة في الحرب في يوليو 1991، عندما حاصر 5.000 مقاتل من نمور التاميل قاعدة ممر الفيلة التابعة للجيش، التي سيطر عليها من أجل الوصول إلى شبه جزيرة جافنا. قتل أكثر من 2.000 من كلا الجانبين في حصار طويل استمر شهرا، قبل وصول 10.000 جندي حكومي للقاعدة لفك الحصار عنها. في فبراير 1992، فشلت سلسلة أخرى من الهجمات الحكومية في احتلال جافنا. قتل كل من اللفتنانت الجنرال دينزيل كوبيكادوا جنبا إلى جنب مع اللواء فيجايا ويمالاراتني والأدميرال موهان جاياماها، في 8 أغسطس 1992 في أرالي في جافنا نتيجة انفجار لغم أرضي. حقق نمور التاميل من جانبهم نصرا كبيرا عندما قتل واحد من انتحاريي الحركة الرئيس السريلانكي راناسينغ بريماداسا في مايو 1993. في نوفمبر 1993، هزم نمور تحرير إيلام تاميل الجيش في معركة بونيرين. سقط في هذا الهجوم 532 جندي سريلانكي و 135 بحار إما قتيلا أو مفقودا.

## حرب إيلام الثالثة
في الانتخابات البرلمانية لسنة 1994، هزم الحزب الوطني المتحد، ووسط أمل كبير، تسلم التحالف الشعبي، برئاسة تشاندريكا كماراتونغا، السلطة في محاولة لإحلال السلام. خلال حملة الانتخابات الرئاسية، نفذ نمور تحرير إيلام تاميل تفجيرا خلال تجمع عقدت في ثوتالانغا، غراندباس، وقتل فيه الأشخاص القياديون في الحزب الوطني المتحد، بما في ذلك المرشح الرئاسي، غاميني ديساناياكي. أصبحت كاماراتونغا رئيسة لسريلانكا بأغلبية %62. وقع اتفاق لوقف إطلاق النار في يناير 1995، وأجريت بعد ذلك مفاوضات، لكن ثبتت أنها كان عقيمة. كسر نمور التاميل وقف إطلاق النار عندما نسفوا زورقين بحريين حربيين اثنين سريلانكيين معروفين باسم إس إل إن إس «سورايا» و «راناسورو» في 19 أبريل، وبالتالي، بدأت المرحلة الثالثة من الحرب، وأطلق عليها اسم حرب إيلام الثالثة.
انتهجت الحكومة الجديدة سياسة «الحرب من أجل السلام». وصممت على استعادة معقل المتمردين في جافنا والذي يوجد به 2.000 متمرد، فقامت بإدخال قواتها إلى شبه الجزيرة. في واحدة من الحوادث الكبرى في أغسطس 1995، قصفت طائرات سلاح الجو كنيسة القديس بيتر في نافالي، مما أسفر عن مقتل ما لا يقل عن 65 لاجئا وإصابة 150 آخرين. في حادثة شبيهة في العام نفسه، ذبح أكثر من 40 شخصا في ناجركوفيل وسقط العديد من المدنيين في مجازر خلال السنوات اللاحقة، مثل مذبحة كومارابورام، مذبحة تامبالاكامام، مذبحة بوثوكودييروبو...إلخ، وكلها نفذتها القوات الحكومية. فصلت القوات الحكومية في البداية شبه الجزيرة عن بقية الجزيرة، ومن ثم، بعد سبعة أسابيع من القتال العنيف، نجحت في إرجاع جافنا لسيطرة الحكومة للمرة الأولى منذ ما يقرب عقد من الزمان. في مراسم فخمة، رفع وزير الدفاع السريلانكي أنورودها راتوات العلم الوطني داخل جافنا في 5 ديسمبر 1995. قدرت الحكومة أنه قتل ما يقرب من 2.500 جندي ومتمرد في الهجوم، وجرح ما يقدر بنحو 7.000. قتل العديد من المدنيين في هذا النزاع، مثل تفجير كنيسة نافالي الذي سقط خلاله أكثر من 125 مدنيا. أجبر نمور تحرير إيلام تاميل 350.000 مدني على ترك جافنا رفقة المسلحين. هرب هؤلاء إلى منطقة فاني في الداخل. عاد معظم اللاجئين لاحقا في العام المقبل.
رد نمور تحرير إيلام تاميل بإطلاق عملية الموجات المتواصلة ومعركة مولايتيفو التي انتصرت فيها انتصارا حاسما في 18 يوليو 1996، مخلفة مقتل 1.173 جندي حكومي. أطلقت الحكومة هجوما آخرا في أغسطس 1996. فر 200.000 مدني آخر من العنف. استرجعت بلدة كيلينوتشتشي في 29 سبتمبر. في 13 مايو 1997، حاول 20.000 جندي حكومي فتح خط إمداد من خلال فاني التي يسيطر عليها نمور التاميل، ولكن فشلوا.
نتيجة للعنف المستمر في الشمال، شن نمور تحرير إيلام تاميل العديد من العمليات الانتحارية بواسطة قنابل موقوتة، انفجرت في وسائل النقل العام والمناطق المأهولة كثيرة بالسكان في جنوب البلاد مما أسفر عن مقتل مئات المدنيين. في يناير 1996، نفذ نمور تحرير إيلام تاميل واحدا من أسوأ هجماتهم الانتحارية في البنك المركزي في كولومبو، مما أسفر عن مقتل 90 وإصابة 1.400 آخرين. في أكتوبر 1997، قصف نمور التاميل مركز التجارة العالمي السريلانكي، وفي يناير 1998، انفجرت شاحنة ملغومة في كاندي، وتسببت في تصدع جدران معبد السن، وهو واحد من أقدس الأضرحة البوذية في العالم. ردا على هذا التفجير، حظرت الحكومة السريلانكية نمور التاميل كما فعلت حكومات أخرى نفس الشيء، مما أدى إلى توقف أنشطة جمع الأموال لنمور تحرير إيلام تاميل.
في يناير 1997، اندلع قتال عنيف في جميع أنحاء بارانثان ومجمع ممر الفيلة، أودى بحياة 223 جندي حكومي. في 27 سبتمبر 1998، بدأ نمور تحرير إيلام تاميل عملية الموجات المتواصلة الثانية، وبعد قتال عنيف، احتلوا كيلينوتشتشي، وفازوا بمعركة كيلينوتشتشي. اندلعت اشتباكات أمام خط الدفاع في كيلينوتشتشي، أودت بحياة 1206 جندي تلك السنة. في مارس 1999، في عملية رانا غوسا، حاولت الحكومة غزو فاني من الجنوب. ربح الجيش بعض المكاسب، وتمكن من السيطرة على أودوسودان ومادو، ولكن لم يتمكن من طرد نمور تحرير إيلام تاميل من المنطقة. في سبتمبر 1999، ذبح نمور تحرير إيلام تاميل 50 مدني سنهالي في غوناغالا.
رجع نمور تحرير إيلام تاميل إلى الهجوم بشنهم عملية الموجات المتواصلة الثالثة في 2 نوفمبر 1999. عادت كل فاني تقريبا بسرعة إلى أيدي نمور تحرير إيلام تاميل. أطلقت المنظمة 17 هجوما ناجحا في المنطقة، وبلغت ذروتها في اجتياح في قاعدة المواد الكيميائية في بارانثان وقاعدة كوراكان كادوكولام. وصل عدد القتلى إلى 516 جندي وعدد المصابين إلى أكثر من 4.000. تقدم المتمردون أيضا شمالا باتجاه ممر الفيلة وجافنا. نجح نمور تحرير إيلام تاميل في احتلال جميع الأراضي وقطع خطوط الإمداد البحرية للقوات المسلحة السريلانكية في جنوب، غرب، وشمال بلدة كيلينوتشتشي. في ديسمبر 1999، حاول نمور التاميل اغتيال الرئيسة تشاندريكا كاماراتونغا في هجوم انتحاري في مسيرة سبقت الانتخابات. خسرت تشاندريكا عينها اليمنى، ولكنها كانت قادرة على هزيمة زعيم المعارضة رانيل ويكرمسينغ في الانتخابات الرئاسية وأعيد انتخابها لولاية ثانية في المنصب.